# آهای فرشته
«آهای فرشته» عنوان دوازدهمین و آخرین تک‌آهنگ منتشر شده توسط گروه هوی متال دیو است که همراه با آلبوم گرگ‌ها را محبوس کن در ۱۹۸۷ منتشر شد.